# توکود
توکود (به مجاری:  Tokod) یک منطقهٔ مسکونی در مجارستان است که در ناحیه استرگوم واقع شده‌است. توکود ۱۴٫۹ کیلومتر مربع مساحت و ۴٬۳۲۸ نفر جمعیت دارد.